# 费尔明角灯塔

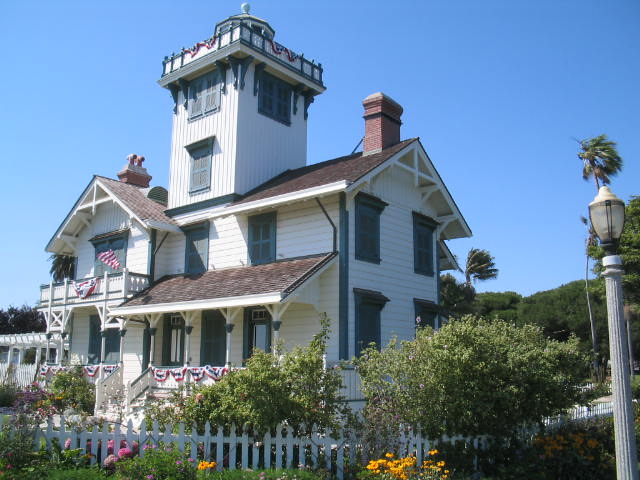
费尔明角灯塔

费尔明角灯塔是位于美國洛杉磯聖佩德羅的一座灯塔。这座灯塔建于1874年，建築材料来自加州红杉樹。1972年，灯塔列入國家史蹟名錄。 1974年，當局對燈塔進行翻新。2013年開始發售的电子游戏俠盜獵車手V中的埃尔戈多灯塔（El Gordo Lighthouse）就是以該燈塔為原型。 